# 王懿德 (乾隆進士)
王懿德（约1730年—约1810年），字良宰、岑晖，號绍南、艮齋，内务府汉军正白旗人。清朝官員，进士出身。

## 生平
乾隆十二年（1747）丁卯科顺天乡试举人（时隶内务府正白旗庆恩佐领下），乾隆十七年（1752年）壬申科进士（时隶内务府正白旗海福佐领下，载《钦定八旗通志：进士》；庆恩与海福均曾任内务府正白旗第四㕘领第一旗鼓佐领（系国初编立），载《钦定八旗通志》），選庶吉士，授編修。内务府员外郎。貴州道監察御史。乾隆34年，兵科掌印給事中、巡城御史。39年，廣西右江道、廣西左江道。44年，署廣西按察使。又任安徽廬鳳道。47年，署安徽布政使、按察使。49年，兼凤阳税关监督。51年，任雲南按察使。54年，升任陝西布政使，改湖南布政使。55年，護理湖南巡撫。57年，任浙江布政使，改江西布政使。58年，降为道員職銜，前往哈密辦事。乾隆24年，順天鄉試同考官。乾隆26年、28年，會試同考官。乾隆27年，廣東鄉試正考官。
乾隆五十一年（1786）丙午，赴京引见，汇报安徽水情，乾隆帝赐诗《凤阳》。

## 家庭
- 曾祖王永盛。“王永盛，正白旗包衣旗鼓人，世居遼陽地方，來歸年分無考。其孫王濟民原任知州，王恵民原任主事。曾孫王慎徳現任員外郎，王熹徳、王恒徳俱現係舉人”（载《八旗滿洲氏族通譜》卷75）。
- 祖父。
- 父。
- 胞姊王佳氏，嫁正紅旗漢軍、乾隆二十六年（1761年）辛巳恩科三甲进士黄楷。
- 族亲同辈（王永盛之曾孫辈）：王慎德，内务府慎刑司郎中、太仆寺卿，曾任内务府正黄旗包衣第五叅領第一旗鼓佐領（卒于任，载《钦定八旗通志》）。其子王站柱（又王站住），乾隆十二年（1747）丁卯科舉人（与叔伯王懿德同榜举人，同时隶内务府正白旗包衣第四㕘领第一旗鼓佐领庆恩佐领下，载《钦定八旗通志：文举》），四川布政使。后代有末任驻藏大臣联豫。
- 女王佳氏，嫁正蓝旗奉恩將軍明該（胞兄固山貝子明韶，系道光十八年（1838年）戊戌科进士宗室靈桂之曾祖；父多羅貝子斐蘇，先祖恭親王常寧）。
- 女王佳氏，嫁镶黄旗满洲舒舒覺羅氏常興。